# Revenu
Pour le traitement thermique effectué en métallurgie, voir Revenu (métallurgie).
Le revenu d'une personne ou d'un agent économique désigne « l'ensemble des droits sur les ressources disponibles qui lui sont attribués au cours d'une période donnée sans prélèvement sur son patrimoine ».
Conceptuellement mais aussi concrètement, le revenu est central dans l'étude et l'appréciation de notions comme : le niveau de vie, le genre de vie, le pouvoir d'achat.
Depuis le XVIIIe siècle, les économistes considèrent et analysent le revenu comme l'une des trois composantes majeures d'un circuit économique, vu comme un système cohérent et intégré dans lequel :La production engendre le revenu, qui — à son tour — génère la dépense, qui — finalement — est censée acheter la production initiale.
Selon les besoins, l'étude du Revenu peut se faire :
1. Au niveau national : celui du revenu national, considéré comme la somme de tous les revenus élémentaires d'un pays ;
2. Au niveau des revenus les plus élémentaires qui composent le revenu national.

## Étymologie
L'étymologie latine du mot (verbe « re venir ») évoque l'idée principale de « retour », de « rétribution » en contrepartie d'une action réalisée ou d'une mise à disposition. Avec - par suite - la signification d'échoir, d'appartenir, de revenir à.

## Typologie des revenus

### Selon leur source (origine)

#### Revenu du travail
Le revenu salarié en constitue la plus grosse part (en moyenne, 80 % de la population active est salariée).
Les revenus gagnés dans le cadre de l'exercice de professions libérales ou artistiques, comme une partie de ceux gagnés par les entrepreneurs travaillant dans leur propre entreprise, ne sont pas considérés comme des revenus du travail mais comme des revenus mixtes.

#### Revenu du capital
Ce sont les revenus découlant de la mise en œuvre d'un capital :
- le montant de l'intérêt servi à la suite de l'octroi d'un prêt monétaire, bancaire ou autre ;
- la rente foncière ou les loyers servis en contrepartie d'une mise à disposition d'un bien foncier ou immobilier ;
- les redevances de toute nature servis en contrepartie de l'utilisation de brevets, licences, marques commerciales, etc. ;
- le profit distribué par les entreprises (par exemple : le dividende pour les actionnaires dans les sociétés anonymes).

#### Revenu issu de transfert
En économie, un transfert désigne « le paiement d'un revenu qui ne correspond pas à des services économiques effectivement rendus par les bénéficiaires et ne sont pas la contrepartie d'une prestation productive ». Les revenus de transfert sont donc prélevés sur les revenus d'agents économiques productifs. Ils sont par conséquent exclus du Revenu national (au coût des facteurs) puisque celui-ci est la somme des revenus correspondant à des activités productives.

### Selon leur destination

#### Personnes physiques

##### Personnes retraitées
Les personnes retraitées perçoivent une pension de retraite calculée en fonction des cotisations que ces personnes et leurs employeurs ont versées durant leur vie active à des régimes de sécurité sociale (ou à l’État pour les fonctionnaires). Ces pensions de retraites sont financées en temps réel par les versements des actifs qui cotisent : c'est le système par répartition, qui contrairement au système par capitalisation ne consiste pas à épargner les cotisations durant la vie active pour les désépargner une fois à la retraite. Les revenus des retraités français sont donc des revenus de transfert financés par des prélèvements obligatoires, et non des revenus de l'épargne privée.

##### Personnes sans emploi
- Assurance chômage

### Selon leur régularité
Le retour sous forme de revenu se trouve être par ailleurs plus ou moins « récurrent ». De ce fait, il convient de distinguer : 
- les revenus courants (réputés plutôt récurrents) de type :
  - les salaires, rentes, pensions, intérêts, loyers, dividendes, pour un ménage,
  - le résultat d'exploitation pour une entreprise,
  - les cotisations, subventions, sponsoring, mécénat pour une association ;
- les revenus exceptionnels (réputés être non récurrents) comme :
  - la plus-value de cession, un gain exceptionnel,
  - héritage ou les dons.

## Répartition des revenus
La structure de répartition des revenus désigne le mode concret de partage des droits sur la production entre les différents groupes sociaux ou les différentes catégories d'agents.
Généralement on considère l'étude de cette répartition en trois niveaux : le niveau de la formation du revenu primaire, le niveau des transferts de revenu, le niveau du revenu disponible. 

### Niveau de la formation du revenu primaire
Les individus et agents économiques perçoivent des revenus au titre de leur travail ou de leur propriété (patrimoine). L'étude empirique des revenus montre l'existence de différences dans les revenus perçus. Différences qui portent :
- sur la source du revenu (salaire, profit, intérêt, rente) ;
- sur le niveau absolu de revenu (revenu moyen, revenu médian, répartition en quartiles ou déciles, etc.).

L'étude de ces différences peut être menée en termes de :
- dispersion : Quels sont les écarts de revenu dans un groupe de population homogène (les cadres, les ouvriers, etc.) ou par rapport à des caractéristiques significatives (age, Sexe, qualification, localisation géographique, qualification professionnelle[4]…). Selon le Centre (français) d'études des revenus et des coûts (CERC), si, en moyenne, le salaire d'un cadre supérieur est égal à 3.33 fois celui d'un ouvrier en 1950, ce rapport passe à 4,54 en 1967[4]. De 1968 à 1983, les disparités salariales baissent, ou deviennent moins fortes. Deux événements expliquent ce changement. D'une part, la rareté des cadres, au cours de la période précédente est aménagée par l'arrivée au marché du travail de salariés nés après la Seconde Guerre mondiale. C'est événement provoque, en plus, un rattrapage des hauts salaires par les plus bas. D'autre part, l'État français a réduit l'écart des revenus, entre 1977 et 1979 en augmentant les salaires modestes par rapport aux plus élevés[4] ;
- disparité : Comparaison des groupes entre eux (par exemple : le revenu moyen des ouvriers évolue-t-il plus ou moins vite que celui des cadres ?) ou des bassins d'emploi.

Les revenus du travail étant les mieux connus (double déclaration fiscale, DADS…), et la population salariée représentant 80 % de la population active la documentation statistique et les études empiriques sur les salaires sont relativement abondantes. (Voir Insee, Commissariat général à la stratégie et à la prospective)

### Niveau des transferts de revenu
Depuis la seconde moitié du XXe siècle, l'intervention de l'État a pesé dans la détermination et la répartition des revenus.
- La fixation d'un salaire minimum (en France via le SMIG - salaire minimum interprofessionnel garanti -, puis le SMIC - salaire minimum interprofessionnel de croissance) a imposé une forme de revenu minimal.
- Une fiscalité directe reposant sur des assiettes plus larges et des taux progressifs est censée contribuer à une redistribution de la richesse collective.
- Les services publics gratuits ou subventionnés (par exemple : l'éducation obligatoire mais gratuite)
- Les prestations sociales constituent des « revenus attribués de manière conditionnelle aux agents en vue de compenser des risques déterminés sans contrepartie équivalente et simultanée »[1] :
  - santé (maladie, accident du travail, handicap…) ;
  - vieillesse (retraite, dépendance…) ;
  - famille (maternité, allocations familiales, primes de rentrée scolaire…) ;
  - perte d'emploi (assurance-chômage, aide à reconversion, au retour à l'emploi…) ;
  - garantie de revenu (revenu de solidarité active - RSA).

On notera que les revenus des agents économiques, lorsqu'ils donnent lieu à des prélèvements fiscaux et sociaux (impôt sur le revenu, cotisations sociales , etc.), constituent des sources de revenu pour les budgets des collectivités et organismes publics concernés.

### Niveau du revenu disponible
C'est au bout du compte, après transferts, le revenu effectivement disponible à la disposition des unités économiques.
Le revenu disponible  d'un agent économique peut être inférieur, égal ou supérieur à son revenu primaire selon que les transferts auront affecté celui-ci de manière négative ou positive.